# Verbo regular
En una lengua flexiva, un verbo regular es un verbo que posee conjugaciones uniformes, sin modificar su raíz, según el tiempo o modo en el que sea conjugado.

## Verbos regulares en las lenguas del mundo

### Verbos regulares en español
En el idioma español existen tres modelos de conjugaciones verbales agregando el sufijo -ar, -er o -ir:
| Conjugación | Vocal temática | Infinitivos modelos |
| ----------- | -------------- | ------------------- |
| I           | -a-            | Am-ar               |
| II          | -e-            | Tem-er              |
| III         | -i-            | Part-ir             |

### Verbos regulares en alemán
En el idioma alemán, los verbos regulares (regelmäßige Verben) son verbos débiles que no cambian su raíz en la conjugación. En presente se añade el sufijo -en, exceptuando algunas excepciones cuya raíz termina en -t o -d'. En su conjugación se añade una -e entre la raíz y la terminación:
| Verbo    | ich      | du         | er/sie/es | wir       | ihr       | Sie/sie   | Español  |
| -------- | -------- | ---------- | --------- | --------- | --------- | --------- | -------- |
| Wohnen   | Wohn-e   | Wohn-st    | Wohn-t    | Wohn-en   | Wohn-t    | Wohn-en   | Vivir    |
| Arbeiten | Arbeit-e | Arbeit-est | Arbeit-et | Arbeit-en | Arbeit-et | Arbeit-en | Trabajar |
| Heiẞen   | Heiẞ-e   | Heiẞ-t     | Heiẞ-t    | Heiẞ-en   | Heiẞ-t    | Heiẞ-en   | Llamar   |

### Verbos regulares en francés
En el idioma francés, los verbos regulares se agrupan en tres grupos diferentes agregando el sufijo -er, -ir o -ir/-oir/-re:
| Grupo | Terminación  | Verbo   | Español  |
| ----- | ------------ | ------- | -------- |
| I     | -er          | Manger  | Comer    |
| II    | -ir          | Finir   | Terminar |
| III   | -ir/-oir/-re | Vouloir | Querer   |